# Zwartpootwolbij
Zwartpootwolbij (Anthidium septemspinosum) is een vliesvleugelig insect uit de familie Megachilidae. De wetenschappelijke naam van de soort is voor het eerst geldig gepubliceerd in 1841 door Lepeletier.
Deze bijensoort werd in Nederland voor het eerst op 30 juli 2019 in Ede vastgesteld. Op 3 juli 2020 werd deze bij in België voor het eerst waargenomen op de Josaphatsite in Schaarbeek in het Brussels Hoofdstedelijk Gewest.